# Li Qian (tennis de table)
Pour les articles homonymes, voir Li Qian et Li.
Dans ce nom chinois, le nom de famille, Li, précède le nom personnel Qian.
Li Qian est une pongiste polonaise d'origine chinoise née le 30 juillet 1986.

## Biographie
Elle évolue pour la saison 2010-2011 dans le club polonais du KTS Forbet Tarnobrzeg.
Le 23 janvier 2010, elle remporte l'Open de Slovénie ITTF en devançant la hongroise Krisztina Tóth en finale sur le score de 4/0 (11/7 11/7 11/4 11/1).
Elle remporte le titre européen en simple en 2018 en s'imposant en finale contre l'Ukrainienne Margaryta Pesotska.

## Palmarès partiel
- Tennis de table aux Jeux olympiques d'été de 2008 : 33e
- Championnats de Pologne 2009 : 1e
- Championnats d'Europe de tennis de table 2009 : 2e
- Championnats d'Europe de tennis de table 2010 : 3e
- Championnats d'Europe de tennis de table 2018 : médaille d'or
- Jeux européens de 2019 : médaille de bronze par équipes

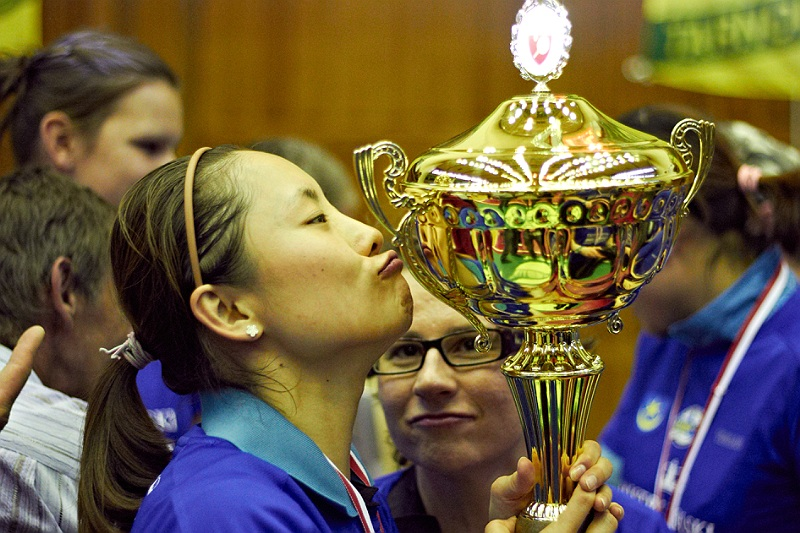
Li Qian en 2012